# 吉備泉
吉備 泉（きび の いずみ）は、奈良時代から平安時代初期にかけての公卿。右大臣・吉備真備の子。官位は正四位上・参議。

## 経歴
近衛将監を経て、天平神護2年（766年）に従五位下に叙爵し、翌天平神護3年（767年）大学員外助を兼ねる。同年従五位上、神護景雲3年（769年）正五位下・左衛士督、神護景雲4年（770年）7月には従四位下に叙任されるなど、称徳天皇の信頼が篤かった右大臣・吉備真備の子息として称徳朝では順調に昇進を重ねた。
神護景雲4年（770年）8月に称徳天皇が崩御してまもなく大学頭に転じるが、光仁朝では叙位に与ることはなく、称徳朝から一転して昇進は停滞する。天応元年12月（782年1月）の光仁天皇の崩御に際して山作司を務めた。
桓武朝に入ると、天応2年（782年）に伊予守として地方官に転じる。しかし、下僚と協調できずにしばしば告訴されたため、延暦3年（784年）朝廷から詔使が派遣され訊問を受ける。泉は詔使に対してに不敬な対応をした上で、承伏しなかったことからに、官司が法に則って処罰を求める騒ぎとなった。遂には桓武天皇の詔により、功臣（吉備真備）の子であることをもって罪は許されるものの、伊予守の官職は解任される。その後さらに譴責を受けて、延暦4年（785年）には佐渡権守に左遷された。延暦14年（795年）には父祖の出身地である備中国に移されるが、桓武朝末の延暦24年（805年）に赦免されて帰京するまで、桓武朝では不遇を託った。延暦25年（806年）桓武天皇崩御の際に山作司を務める。
大同元年（806年）に平城天皇が即位し、観察使が設置されると、南海道観察使に任ぜられ、さらに准参議兼右大弁に抜擢されて公卿に列す。大同3年（808年）に38年ぶりの昇叙で従四位上となると、同年11月には正四位下に続けて昇叙されるなど、平城朝では順調に昇進する傍ら、左右大弁・右京大夫・刑部卿などを歴任した。
嵯峨朝に入り、大同5年（810年）観察使制度の廃止により参議となる。『公卿補任』では同年9月に発生した薬子の変の最中に左大弁を解任されているとの記載がある。実際には大同4年（809年）6月より秋篠安人が左大弁の官職にあったが、弁官局が分局して平城宮にいた平城上皇に直侍し、泉がその責任者を務めていて、変後にそれを解かれた可能性も指摘されている。のち、刑部卿・左衛門督などを兼帯するが、弘仁3年（812年）に致仕。弘仁4年（813年）正四位上に叙せられている。
弘仁5年（814年）閏7月8日卒去。享年72。最終官位は散位正四位上。

## 人物
学者の家の子として幼い頃より学才があると評判があった。性格はかたくなで短気であり、物事に逆らうことが多かった。大同年間に賢臣の子であることをもって観察使に任ぜられるが、政務を行うにあたり原則を踏まえず処置するなど、強情で心がねじけている様子は、老いても変わることがなかったという。

## 官歴
『六国史』による。
- 時期不詳：正六位上。近衛将監
- 天平神護2年（766年） 9月19日：従五位下[3]
- 天平神護3年（767年） 2月27日：兼大学員外助。10月：従五位上
- 神護景雲3年（769年） 2月26日：正五位下。6月9日：左衛士督
- 神護景雲4年（770年） 7月21日：従四位下。8月28日：大学頭
- 宝亀9年（778年） 2月23日：造東大寺長官
- 天応元年（781年） 12月23日：山作司（光仁天皇崩御）
- 天応2年（782年） 2月7日：造東大寺長官。6月20日：伊予守
- 延暦3年（784年） 3月25日：解伊予守
- 延暦4年（785年） 10月2日：佐渡権守
- 延暦14年（795年） 12月20日：移配備中国
- 延暦24年（805年） 3月20日：免罪入京
- 延暦25年（806年） 3月18日：山作司（桓武天皇崩御）。5月1日：式部大輔。5月24日：南海道観察使[3]。閏6月26日：兼右京大夫[3]。閏6月30日：准参議[3]。7月14日：右大弁[3]
- 大同2年（807年） 4月16日：停参議号[3]
- 大同3年（808年） 正月25日：従四位上。5月21日：左大弁。6月28日：刑部卿。11月19日：正四位下
- 大同5年（810年） 正月11日：兼伊勢守[3]。6月10日：参議[3]。7月16日：兼武蔵守[3]。9月10日：解左大弁[3]
- 弘仁3年（812年） 12月：兼左衛門督[3]。12月10日：致仕[3]
- 弘仁4年（813年） 正月7日：正四位上
- 弘仁5年（814年） 閏7月8日：卒去（散位正四位上）

## 系譜
- 父：吉備真備[3]
- 母：不詳
- 生母不明の子女
  - 男子：吉備全継（?-?）[4]
  - 男子：吉備当継[4]
  - 男子：吉備吉足[4]